# Molma
Molma, prema Hodgeu, jedna od nekoliko lokalnih skupina Nisenan Indijanaca, šire grupe Maidu, čije se glavno istoimeno selo nalazilo na području današnjeg Auburna u okrugu Placer u Kaliforniji. Jezično su pripadali porodici Pujunan.